# Ян Згерський
Ян Згерський (пол. Jan Mikołaj Zgierski травень 1653 — 6 грудня 1713) — релігійний і державний діяч Великого князівства Литовського; секретар великий литовський в 1684—1698.

## Життєпис
Належить до гербу «Домброва». Висвячений на священика 14 квітня 1681.
Спочатку був пастором в Новогрудку і Вільнюсі.
З 10 вересня 1684 по 28 серпня 1968 займав пост великого духовного секретаря литовського.
2 січня 1696 висвячений на єпископа-суфрагана віленського.
Під час громадянської війни у Великому книзівстві Литовському (1696—1702) Згерський виступав посередником і прихильником мирного вирішення конфлікту.
У 1706–1710 — єпископ Смоленський, з 21 липня 1710 по 6 грудня 1713 — єпископ Жемайтський.